# Nina C. Gabriel
Nina C. Gabriel (geboren als Nina Gawrilowa Tschepischewa, bulgarisch Нина Гаврилова Чепишева; * 25. Mai 1972 in Sofia, Bulgarien) ist eine bulgarischstämmige österreichische Theaterschauspielerin, Regisseurin, Autorin und Theaterintendantin.

## Leben
Bis zu ihrem neunten Lebensjahr spielte sie Theater, führte Regie und schrieb ihre ersten Gedichte. In der Pubertät intensivierte sie das Schreiben und tanzte professionell in einer bulgarischen Volkstanzgruppe. Sie schrieb in dieser Zeit Erzählungen und philosophische Poesie.
Im September 1989 flüchtete sie mit ihrer Mutter nach Österreich. Dort erlernte sie die deutsche Sprache. Mit neunzehn Jahren wurde sie im Franz-Schubert-Konservatorium in der Musicalklasse aufgenommen. Zwei Jahre später erhielt sie eine Hauptrolle am Theater der Jugend von Hubsi Kramar. Sie nahm weiter Privatunterricht bei Marika Adam und absolvierte die staatliche Prüfung für Schauspiel im Jahre 1995.
Seitdem spielte sie unzählige Hauptrollen im In- und Ausland, führte Regie und schrieb zweisprachige Theaterstücke und Poesie. Als Regisseurin arbeitete sie unter anderem mit Gerti Drassl, Stephan Lewetz, Katrin Stuflesser und Benjamin Vanyek.
Mit ihrem Lebenspartner, dem Maler Ludwig Drahosch, beschäftigt sie sich mit Mäeutischen Zeichen in Bezug zu Malerei, Literatur und Theater. Sie wurde nominiert für den Bronzenen Pinter (Wiener Theaterpreis).
Nina C. Gabriel und Ludwig Drahosch leiten gegenwärtig das Ateliertheater Reloaded in Wien.

## Rollenauswahl
- 2011 Die Managerin – Hauteng, Drachengasse Wien
- 2009 Julia, Dealerin – Komödie der Irrungen, Theater der Jugend
- 2008 Anna Belmont – Schneckenessen, Salon5 Wien
- 2007 Die Herrin – Roter Oktober, Nestroyhof Wien
- 2007 Leonie – Halali, Berndorfer Stadttheater
- 2006 Resa – Tintenherz, Theater der Jugend
- 2005 Madame Therbouche – Der Freigeist, Kellertheater Innsbruck
- 2005 Petra von Kant – Die bitteren Tränen der Petra von Kant, Carambolage Bozen
- 2005 Anja – Held der Frauen, Theatre National de Luxemburg
- 2004 Ninon de Hauteville – Moral, Theater in der Josefstadt Wien
- 2004 Flada  – Venezuela,  Theatre National de Luxemburg, Grand Theater Luxemburg
- 2003 Die Taubenkönigin – Die Brüder Löwenherz, Theater der Jugend
- 2003 Generalin Lisweta – Der Idiot, Theatre National de Luxemburg, WUK Wien
- 2002 Königin der Nacht – Amade und Antoinette, Theater der Jugend Wien
- 2002 Anna – Hautnah, Carambolage Bozen
- 2001 Estragon – Warten auf Godot, Max Reinhard Seminar
- 2001 Die Geliebte – Der König, sein Narr, seine Königin und ihre Geliebte, Kabelwerk Wien
- 2001 Monika Puder – Der Schleim, Kabelwerk Wien
- 2001 Bobby Michelle – Der letzte der Feurigen Liebhaber, Kleine Komödie Wien
- 2001 Sie – Wartesaal Westen, Max Reinhard Seminar
- 2001 Madame de Tourvel – Gefährliche Liebschaften, Scala Wien
- 2000 Rosenkranz – Hamlet, Kabelwerk Wien
- 2000 Sie – Gott ist ein DJ, Klagenfurt
- 1999 Rosaura – Das Leben ist ein Traum, Salzburg
- 1998 Die Rose – Der Name der Rose, Sommerfestspiele Schloss Lichtenstein
- 1998 Linda – Honigmond / Barylli, Auerspergtheater Wien
- 1998 Madame Rokoko – Uniform / Schürrer, Theater der Showinisten Wien
- 1997 Freundin – Die Spielwiese / Belbel, Die Theater Künstlerhaus Wien
- 1997 Olympia –  Der Sandmann / Hoffmanns Erzählungen, Theater der Jugend Wien
- 1997 Pippi Langstrumpf – Pippi Langstrumpf / Lindgren, Kabarett Niedermair Wien
- 1996 Vampirella – Dracula / Kramer, Theater der Jugend
- 1996 Ariel – Der Sturm / Shakespeare, Scala Wien
- 1993 Esmeralda – Der Glöckner von Notre-Dame / Hugo, Theater der Jugend Wien

## Regie
- 2015: Ein Bericht für eine Akademie – Kafka, Ateliertheater Reloaded
- 2014: Die gelehrten Frauen – Moliere, Ateliertheater Reloaded
- 2014: Hotel California – Uraufführung, Ateliertheater Reloaded
- 2013: Liliom – gemeinsam mit Elfriede Ott, Ateliertheater Reloaded Wien
- 2013: Hymen und Amen – Nina C. Gabriel, Ateliertheater Reloaded Wien
- 2012: Alle sieben Wellen – Daniel Glattauer, Kellertheater Innsbruck
- 2011: 12 Radowan III – Dušan Kovačević, Neue Studiobühne Villach
- 2010: Romeo und Julia(n), Vorarlberger Landestheater 2010
- 2009: Sechs Tanzstunden in sechs Wochen, Vorarlberger Landestheater
- 2008: Der Tollste Tag – Peter Turrini, Vereinigte Bühnen Bozen
- 2008: Die Spielwiese – Sergi Belbel, Vereinigten Bühnen Bozen
- 2005  Frau Esther und die rote Lampe – Autorin, Das Schauspielhaus Wien / (Szenische Lesung)
- 2004: Mein Bulgarien, unser Balkan, deren Diktatur, eure Tschuschen – Autorin, Kabelwerk Wien
- 2002: Wien 21 B–YCRASH die Show, Kabelwerk Wien

## Autorin
- Mein Bulgarien, Unser Balkan, Deren Diktatur, Eure Tschuschen (Theaterstück)
- Frau Esther und die kleine Lampe (Theaterstück, Thomas Sessler Verlag Wien)
- Hotel California (Theaterstück)
- Die Erlösung naht (Theaterstück)
- Hymen und Amen (Poesidrama)
- Seelwasserbrandungen –  Poesie – Liebeszyklus, auf Bulgarisch und Deutsch

## Film
- 1994: Eine kleine Erfrischung (Fernsehfilm) Regie Thomas Roth[2]
- 2000: Kommissar Rex, Serie
- 2002: Projektionen eines Filmvorführers in einem Pornokino, Regie Anja Salomonovits.[3]
- 2005: Nitro, Regie David Schalko und Mike Majzen.[4]
- 2005: Heaven (Fernsehfilm, Nachwuchs 8x45), Regie David Schalko.[5]
- 2014 Copstories, TV-Serie, Regie Michael Riebl